# 孫邵
孫邵（163年—225年），字長緒，北海人，孫吴首任丞相。身長八尺。

## 生平
東漢末年，他在北海太守孔融手下任功曹，被孔融贊有“廊廟才”，後來，孔融投曹操，孫邵便隨振武將軍刘繇南下江南，後孫權封他為盧江太守，遷任車騎長史。
黃武初年，孫權封為吳王，任命孙邵為丞相、威遠將軍，封陽羨侯。與張昭、滕胤、鄭禮等參考周、漢二朝，撰定朝儀。。任命期間遭到詆毀，孫邵上書辭位請罪，孫權釋放並令孫邵復職丞相。
黃武四年夏五月逝世，享年63歲，諡肅侯。但是史书对于其事迹记载极少，以致有不少学者对于其担任东吴第一任丞相的原因提出不少假说。